# Arqueologia medieval
L'arqueologia medieval és l'estudi de la humanitat mitjançant el coneixement de la seva cultura material en relació al període de l'edat mitjana europea. Aquest període s'estén des del segle V fins a la fi del segle xv. Aquesta disciplina centra el seu interès en els segles de l'alta edat mitjana, des de la creació dels regnes germànics, fins a la fi de l'època carolíngia. També inclou l'estudi de la cultura material d'època islàmica. Així mateix s'interessa en el període plenament feudal que s'inicia després de l'any 1000. L'arqueologia medieval, d'altra banda, estudia les característiques dels llocs d'hàbitat rural (vilatges o poblats, masos), de les ciutats (arqueologia urbana), de les fortificacions, de les esglésies, monestirs i necròpolis, de les indústries o produccions artesanes (terrissa, molins, fargues). A més, darrerament han pres importància els treballs d'arqueologia del paisatge (o història del paisatge). Després d'uns inicis difícils, actualment l'arqueologia medieval ja és plenament reconeguda com una de les disciplines fonamentals en els estudis d'història medieval.
Encara que es puguin cercar uns precedents més remots, a nivell europeu, cal destacar les primeres excavacions que es feren després de la Segona Guerra Mundial a Anglaterra, a Polònia, a Alemanya, a França o a Itàlia. A Catalunya el primer impulsor de l'arqueologia medieval va ser Manuel Riu. Sota la seva direcció (i la d'Albert del Castillo) es van excavar jaciments com el Mas A de Vilosiu, Caulès, Sant Sebastià del Sull, Castelló Sobirà de Sant Miquel de la Vall, etc. Professors formats a la Universitat de Barcelona han emprès altres excavacions com l'Esquerda (Imma Ollich), el Mas B de Vilosiu (Jordi Bolòs) o Fabregada (M. Sancho). En un segon moment, Miquel Barceló va centrar les seves recerques en els estudis sobre l'arqueologia islàmica o andalusina, tant a les Illes Balears com a Catalunya. Ramon Martí, professor de la Universitat Autònoma de Barcelona, ha coordinat la realització de diverses excavacions de llocs de poblament alt-medieval. Al País Valencià, els treballs primerencs d'André Bazzana o de Pierre Guichard val ser importants amb vista a les recerques posteriors sobre el poblament andalusí. Actualment, han pres arreu molt de relleu els treballs de salvament duts a terme sovint per empreses que es dediquen a les excavacions arqueològiques. Pel que fa al Rosselló, podem destacar els treballs arqueològics duts a terme per Aymat Catafau o O. Passarrius (vilatge de Vilarnau).
Cal destacar d'una manera especial la publicació de les actes dels diferents congressos d'arqueologia medieval i moderna i la publicació de la revista "Arqueologia Medieval. Revista Catalana d'Arqueologia Medieval", editada per ACRAM (Associació Catalana per a la Recerca en Arqueologia Medieval).